# جابریله بالدوچی
جابریله بالدوچی (ایتالیایی: Gabriele Balducci؛ زادهٔ ۳ نوامبر ۱۹۷۵) دوچرخه‌سوار اهل ایتالیا است.